# Barroweiland (Engeland)
Barrow Island (Old Barrow) is een eiland in de Ierse Zee. Het eiland is een deel van de Engelse stad Barrow-in-Furness, op het schiereiland Furness. Het eiland telt 2.606 inwoners in de telling van 2001. Het is hiermee het 9e eiland qua bevolkingsaantal in Engeland. Het eiland is sinds de 19e eeuw verbonden met het vasteland door een kunstmatige landbrug. De beide zijden van deze landbrug worden gebruikt als deel van het havensysteem.
Het eiland was de eigenlijke naamgever van Barrow-in-Furness; Barrow is een verbastering van het Oudnoordse Barrai, een naam die oorspronkelijk enkel op dit eiland sloeg. In de loop der eeuwen is de naam Barrow voor de hele streek gebruikt waarop zich heden ten dage de stad bevindt.
Tijdens de Tweede Wereldoorlog werd het eiland versterkt, aangezien het deel uitmaakte van de belangrijke scheepswerven van Barrow-in-Furness. De belangrijkste bescherming was echter niet tegen maritieme invasies gericht, aangezien daarvoor eerst Ierland bezet moest worden. De defensie was er dan ook op gericht op een aanval van luchtlandingstroepen tegen te gaan.
Op het eiland is een deel van de scheepswerf Barrow Shipyard gevestigd. Dit bedrijf is eigendom van BAE Systems. Deze werf is de op een na grootste in het Verenigd Koninkrijk, enkel die van Govan is groter.